# Stopień wodny Brzeg Dolny

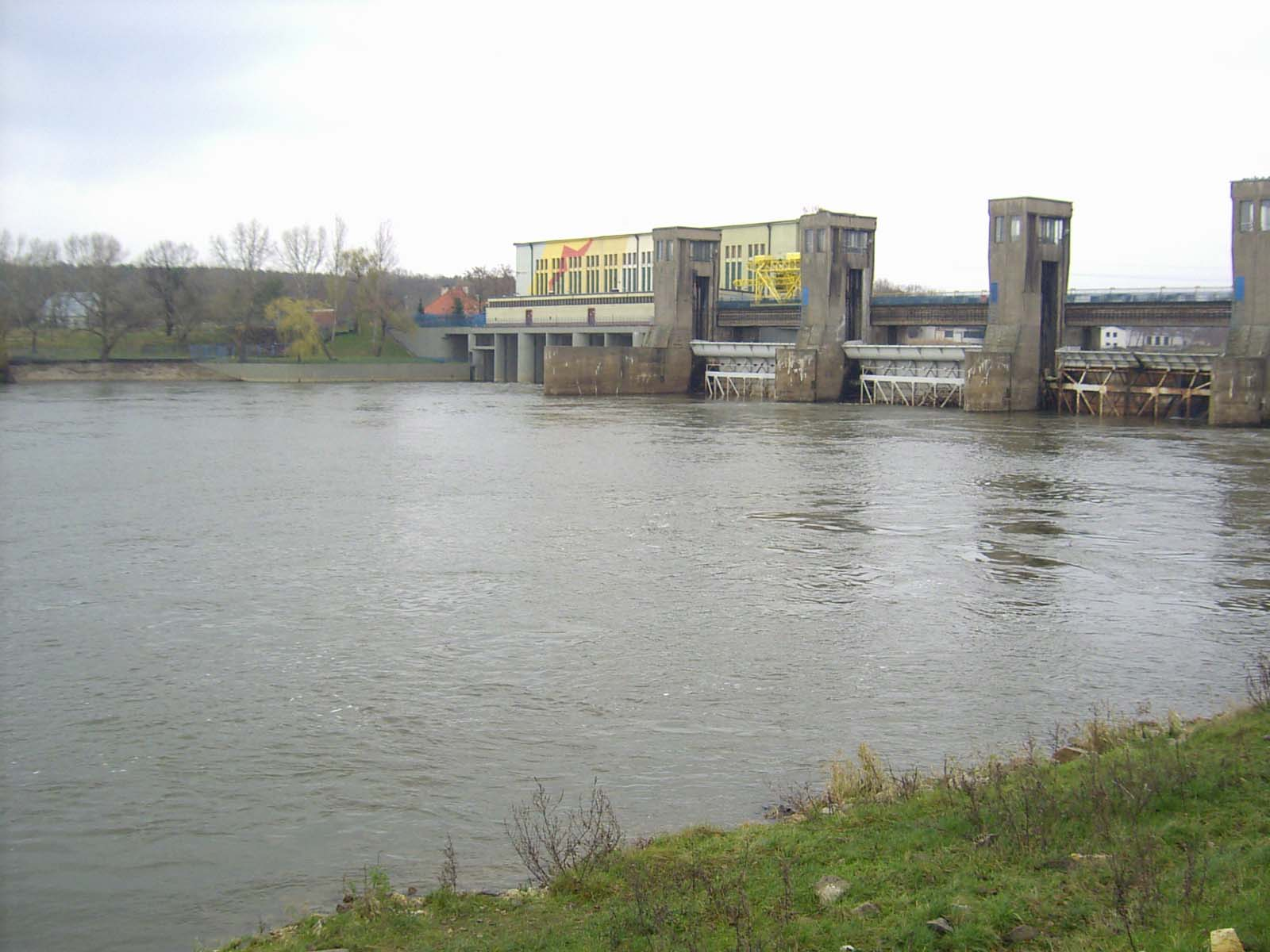
Stopień wodny Brzeg Dolny

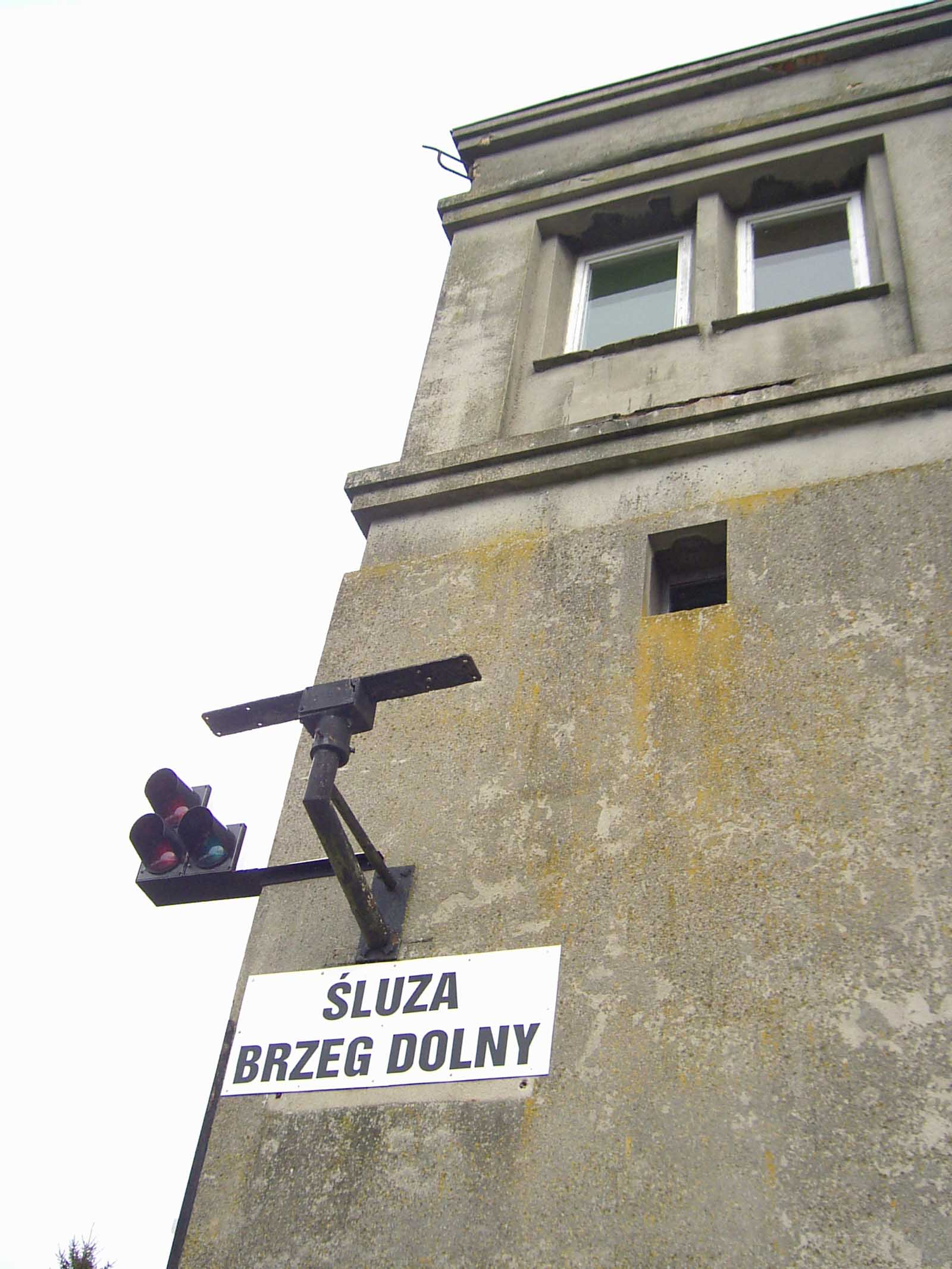
Sterówka na głowie dolnej

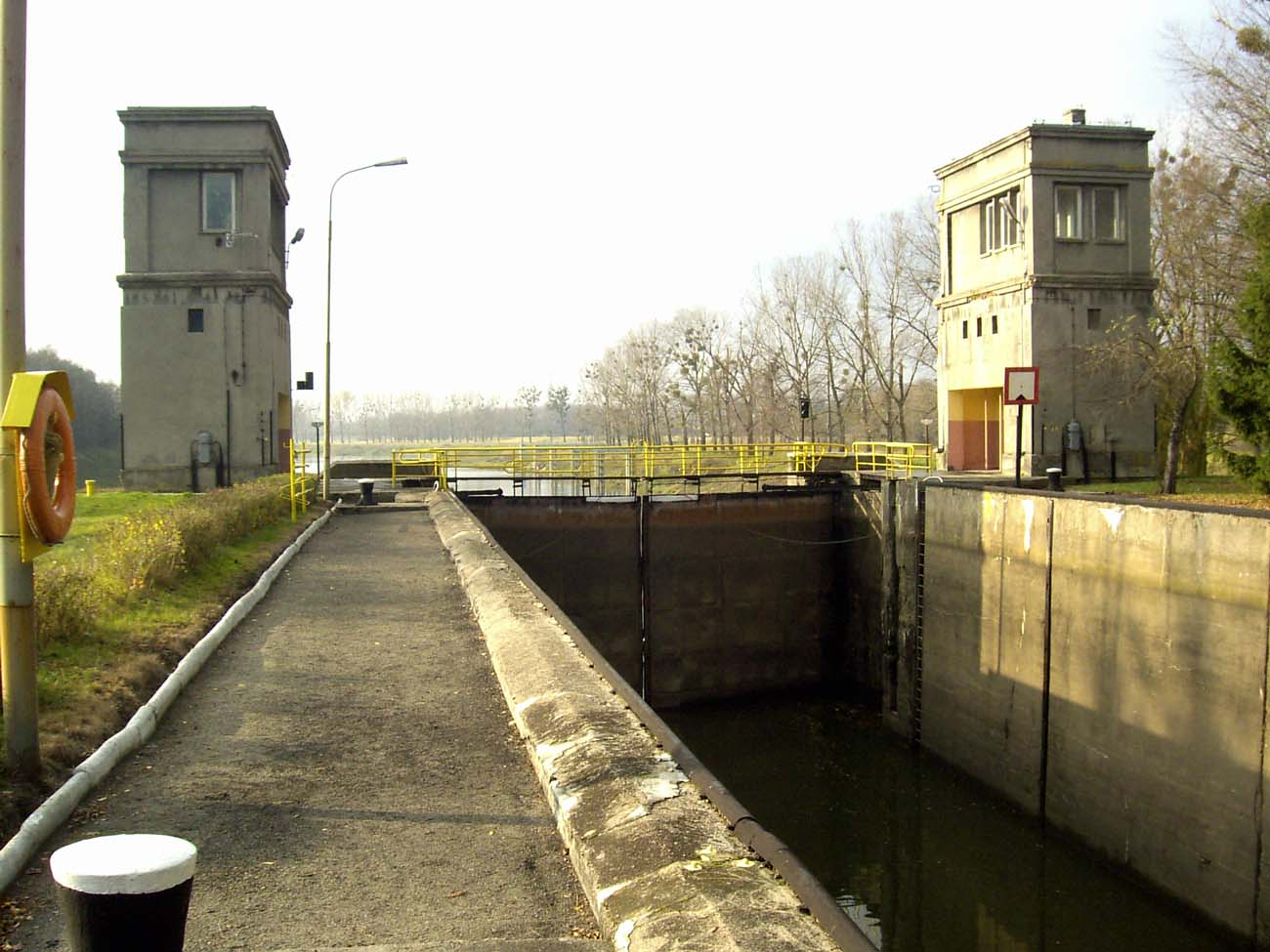
Głowa dolna śluzy Brzeg Dolny

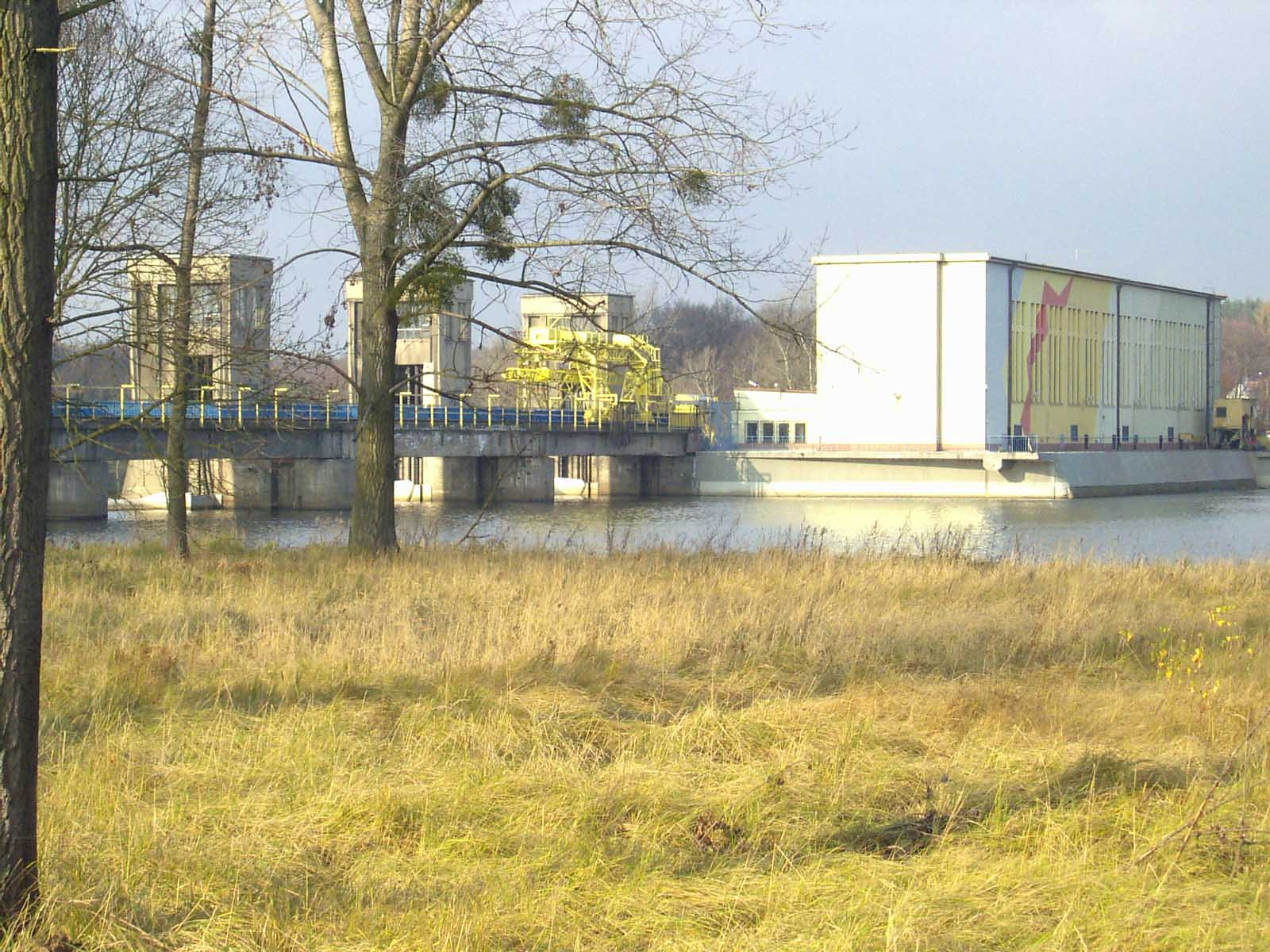
Stopień wodny Brzeg Dolny widziany z języka rozdzielczego od strony wody górnej

Stopień wodny Brzeg Dolny – stopień wodny leżący około 5 km w górę rzeki Odry od Brzegu Dolnego. Dokładnie stopień umiejscowiony jest niedaleko wsi Wały. W górę rzeki stopień wodny poprzedza Stopień Wodny Rędzin, natomiast w dół Odry budowany jest obecnie stopień wodny w Malczycach.
Śluza, ze względu na jej stan techniczny, została zamknięta 20 listopada 2014. Ponownie otwarto ją 11 maja 2015, przed remontem planowanym na 15 lipca 2015.
Według klasyfikacji zamieszczonej w Rozporządzeniu Ministra Ochrony Środowiska. Zasobów Naturalnych i Leśnictwa z dnia 20 grudnia 1996 w sprawie warunków technicznych, jakim powinny odpowiadać obiekty budowlane i ich usytuowanie (Dz.U. Nr 21/1997, poz. III), obiekty główne stopnia wodnego "Brzeg Dolny" należy zakwalifikować do budowli hydrotechnicznych II klasy ważności.
Stopień wodny "Brzeg Dolny" zamyka zlewnię o powierzchni około 26 381 km². Jest ona kontrolowana w przekroju wodowskazowym Brzeg Dolny, usytuowanym około 500 m poniżej jazu. 

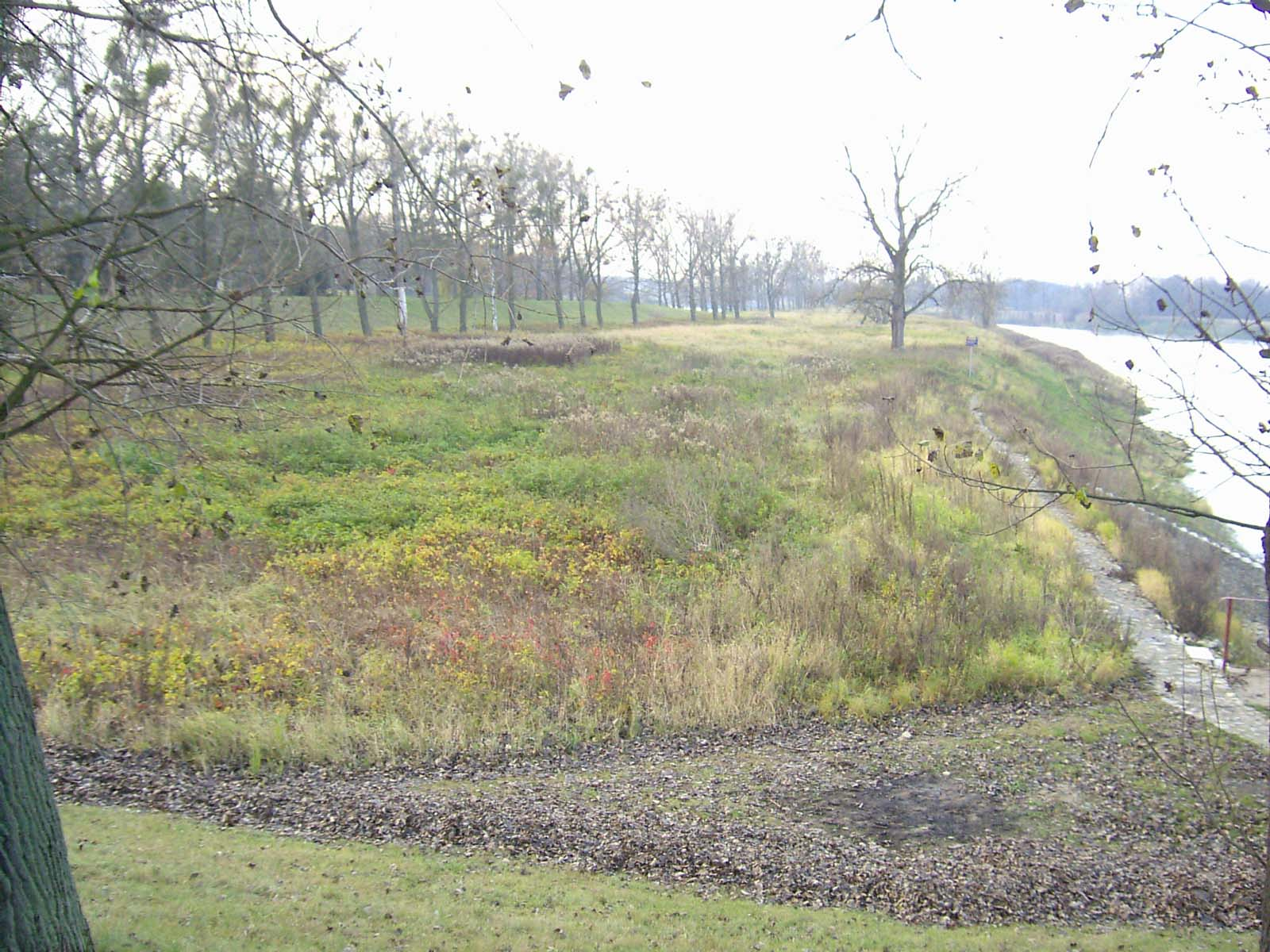
Język rozdzielczy

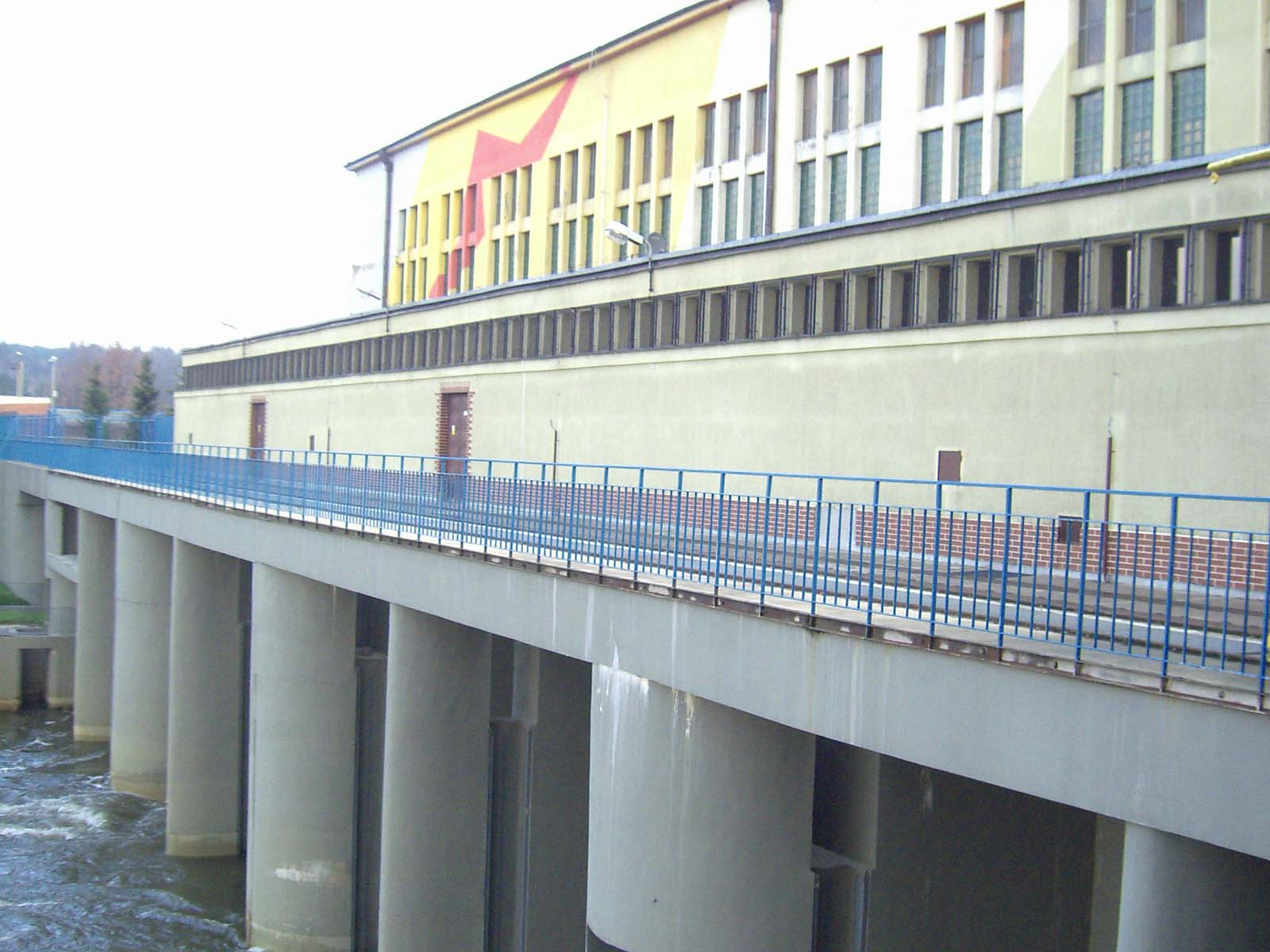
Widok na siłownię elektrowni

Stopień wybudowano w 1959

## Zdolność przepustowa stopnia
Poszczególne urządzenia stopnia mają następującą przepustowość:
- elektrownia wodna – 4 × 60 = 240 m³/s
- przepławka dla ryb – 4,3 m³/s
- śluza w trakcie śluzowania – 2l,66 m³/s
- jaz w warunkach przepływu wody ponad klapami i piętrzeniu na stopniu do rzędnej 108 m NN(NPP) -330 m³/s
- jaz w warunkach przepływu wody pod zamknięciami zasuwowymi i piętrzeniu na stopniu do rzędnej 108,00 m NN (NPP) przy wysokości podniesienia zasuwy: l,5 m – 710 m³/s; 2,0 m – 865 m³/s; 3,0 m – 1120 m³/s; 4,0 m – 1300 m³/s; 5,0 m – 1420 m³/s (czynne wszystkie przęsła).

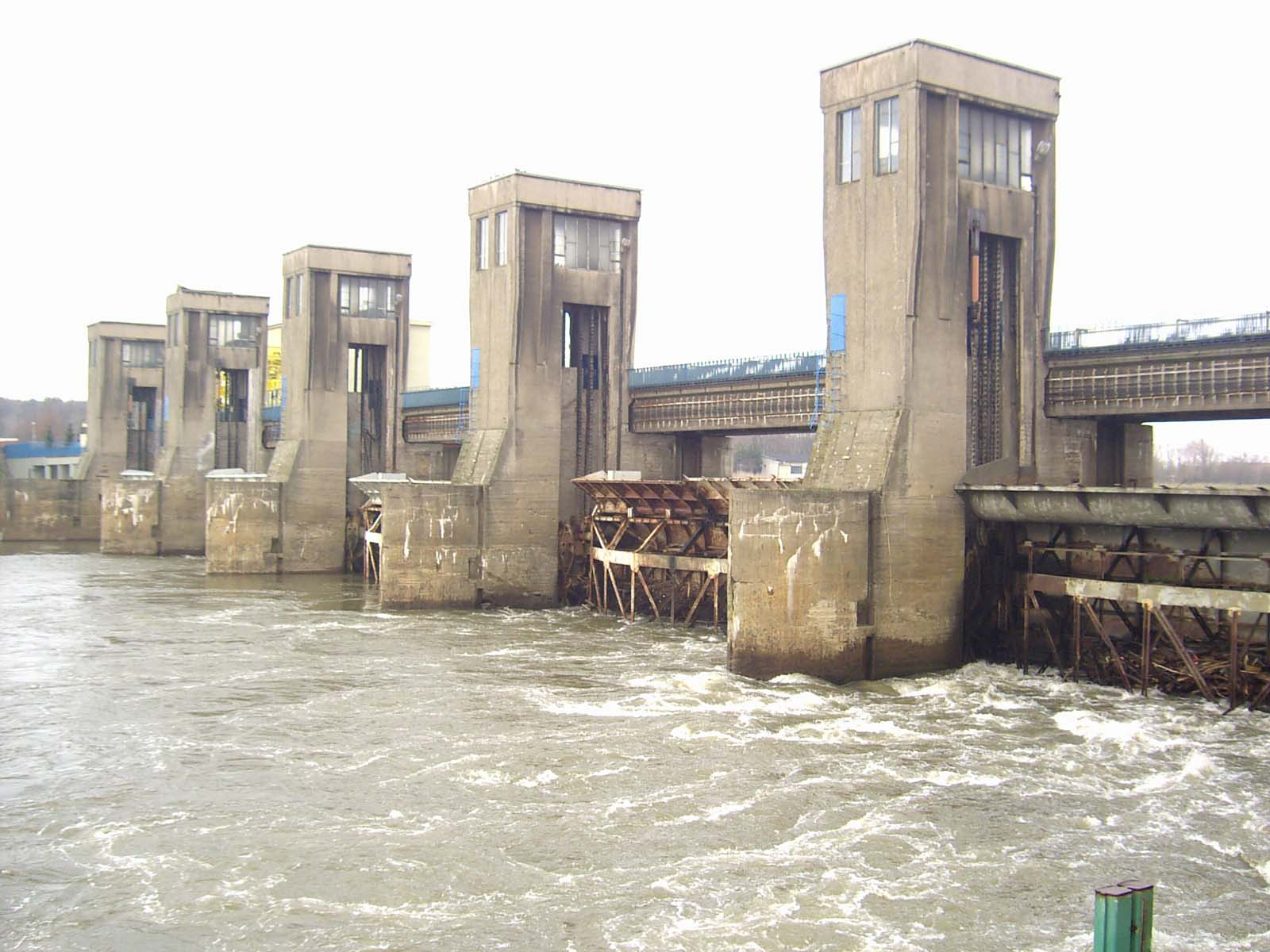
Jaz na stopniu wodnym Brzeg Dolny

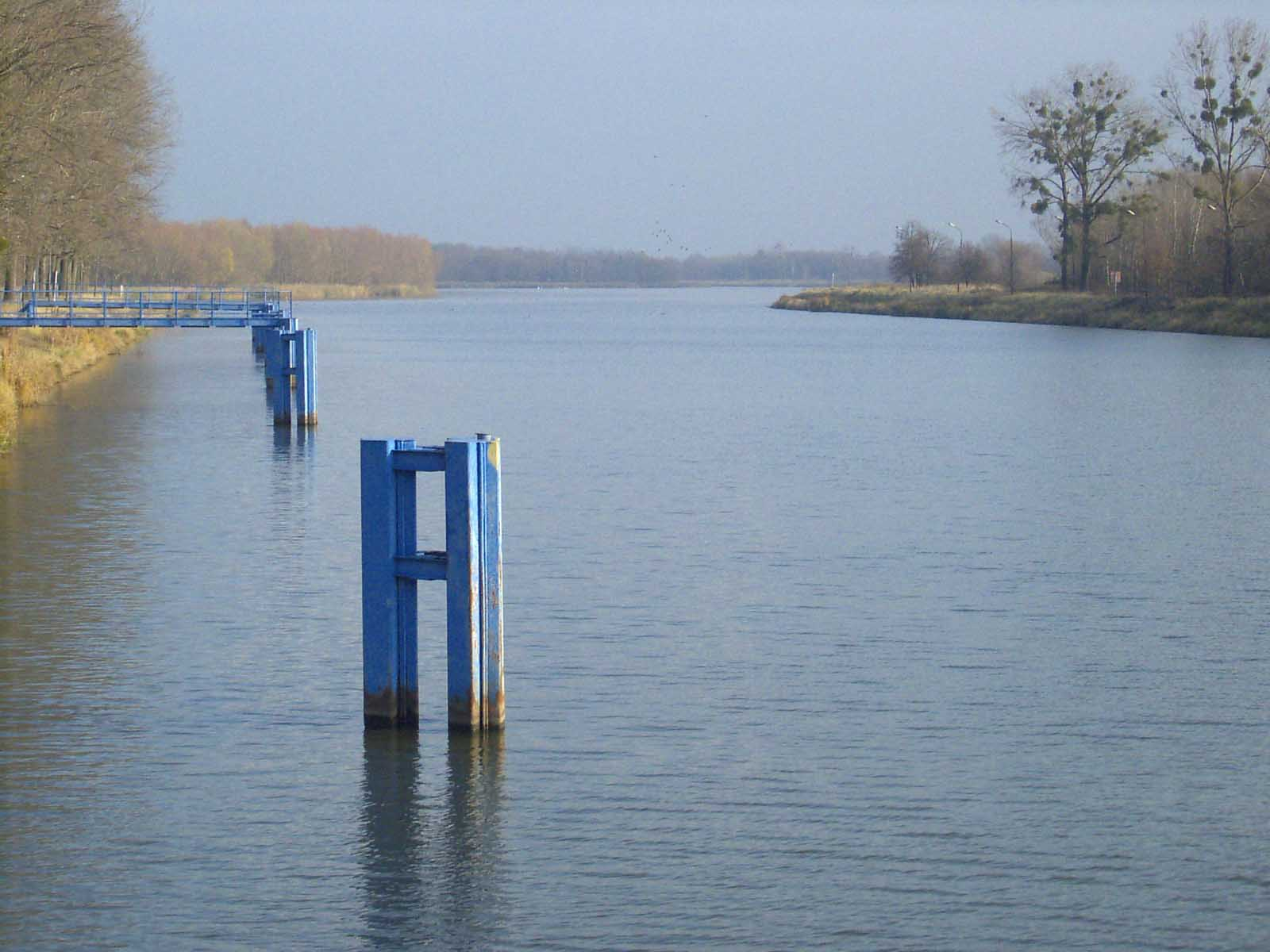
Awanport górny

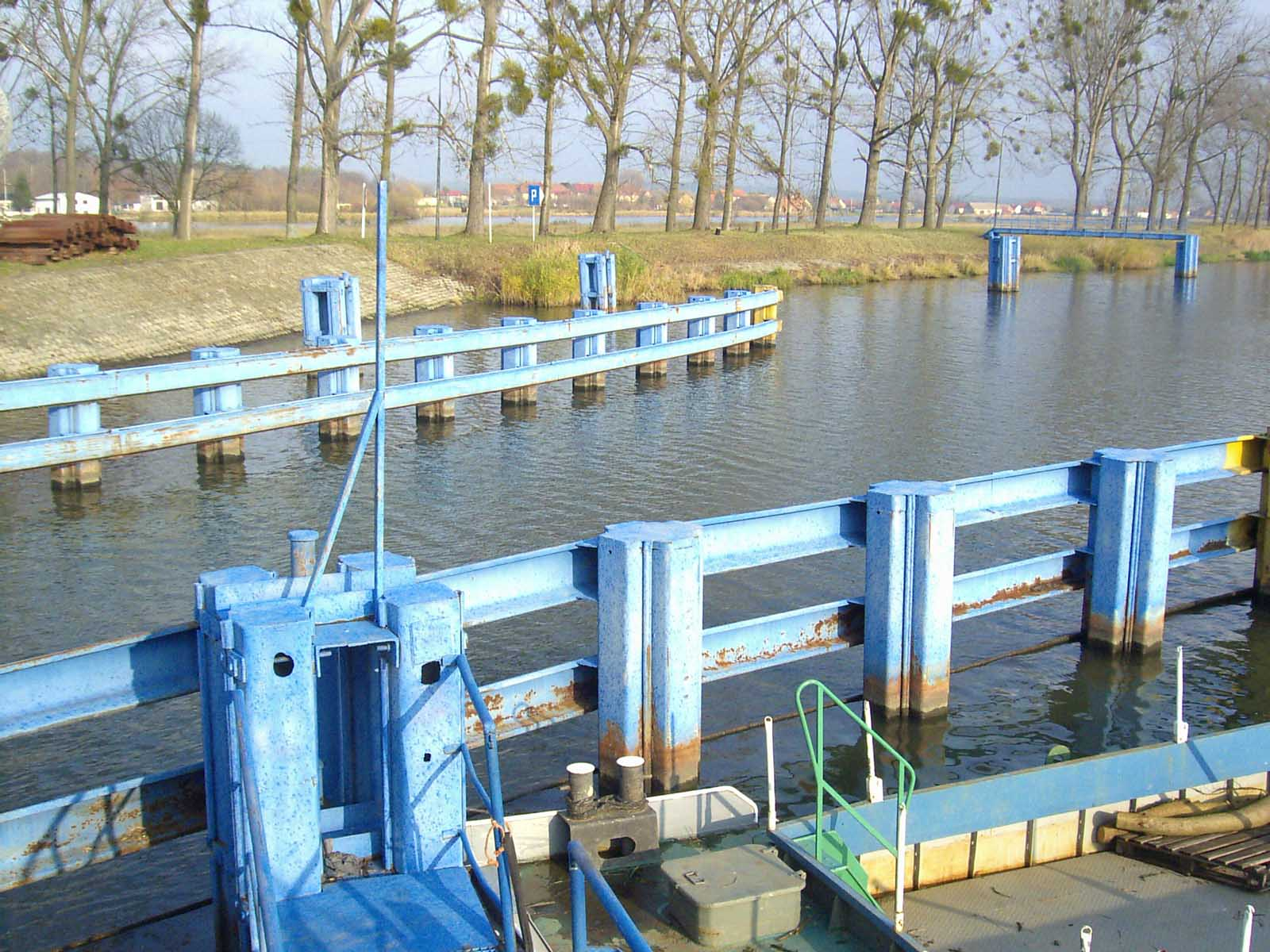
Kierownice głowy górnej

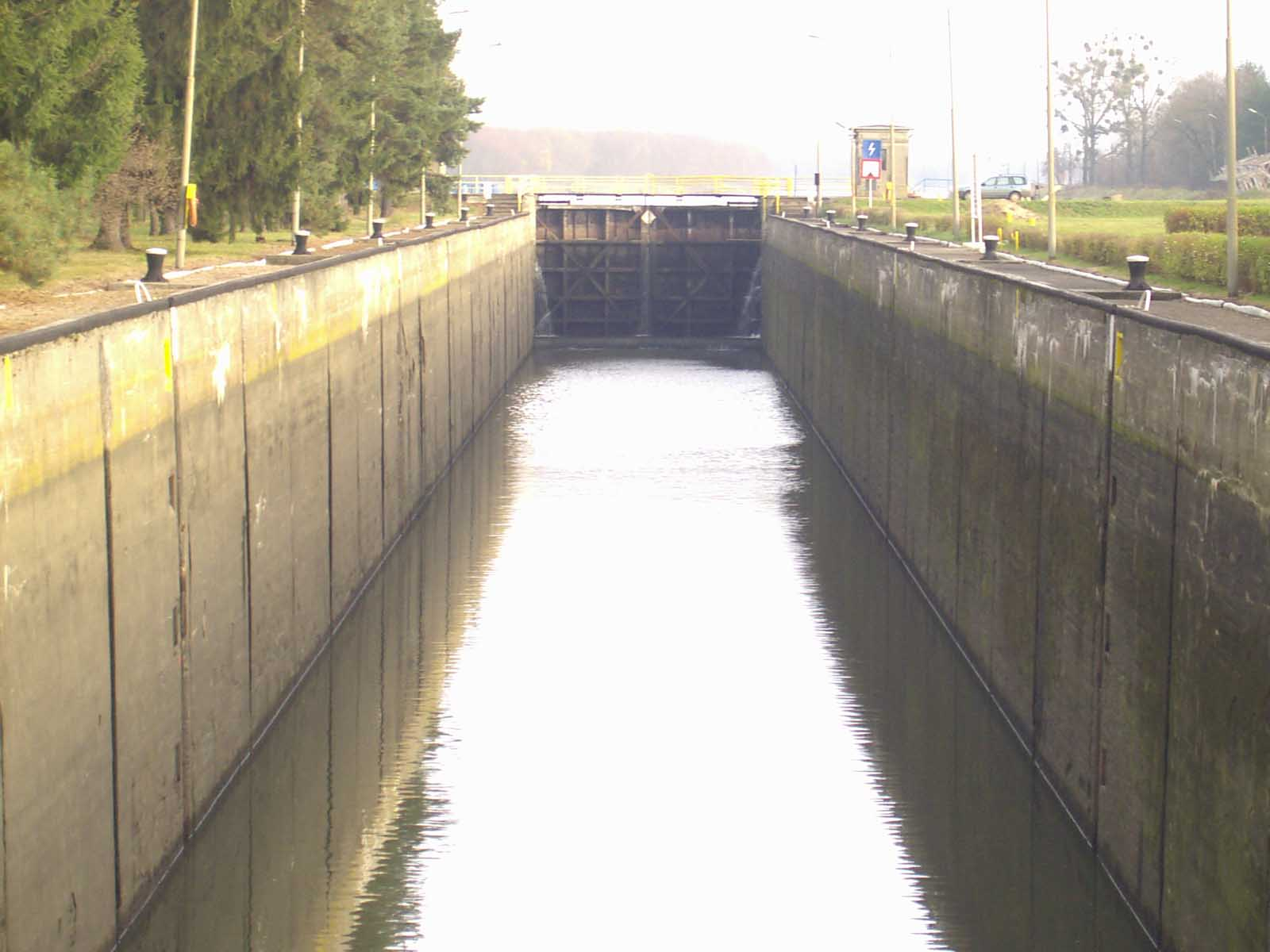
Komora śluzy pociągowej

Stopień wodny Brzeg Dolny charakteryzują następujące przepływ:
- NNQ = 33,4 m³/s – przepływ najniższy
- SNQ = 66,9 m³/s – średni niski
- SSQ = 170 m³/s  – średni roczny

W warunkach przejścia wód powodziowych przepływ odbywa się tylko przez światło jazu, pozostałe urządzenia są zamknięte. Maksymalna zdolność przepustowa jazu wynosi:
- przy poziomie wody górnej = 108,10 m  – 1780 m³/s
- przy poziomie wody górnej = 108,65 m  – 2060 m³/s
- przy poziomie wody górnej = 109,26 m  – 2455 m³/s

Zdolność przepustowa stopnia została zweryfikowana w okresie trwania katastrofalnej powodzi w lipcu 1997, kiedy przepływ wchodzący w przekrój stopnia określony przez IMGW Wrocław na poziomie 3200 m³/s. Najmniejszy przepływ zanotowany na stopniu wynosi 33,4 m³/s.

## Podstawowe obiekty stopnia wodnego
Do podstawowych obiektów stopnia "Brzeg Dolny" zalicza się pięcioprzęsłowy jaz zasuwowo – klapowy z estakadą, język rozdzielczy pomiędzy jazem a śluzą, śluzę pociągową na kanale żeglugowym wraz z awanportami górnym i dolnym, elektrownię wodną "Wały" i przepławkę dla ryb. Obiekt jest położony w zakolu rzeki Odry w taki sposób, że elektrownia wodna i jedno przęsło jazu (piąte) są zlokalizowane w korycie właściwym Odry. Pozostałe cztery przęsła jazu wybudowano na lewej terasie zalewowej. Śluza dla barek jest położona oddzielnie, za sztucznym wyniesieniem lewej terasy zalewowej tworzącym język rozdzielczy.

### Jaz z estakadą
Jaz stopnia "Brzeg Dolny" jest obiektem pięcioprzęsłowym, wyposażonym w zamknięcia zasuwowe z klapami lodowymi. Całość oparta na płaskim progu założonym na poziomie dna rzeki. Konstrukcja jazu jest typu dokowego o świetle jednego przęsła 23 m i wysokości piętrzenia normalnego 8,5 m, z czego na zasuwę przypada 7,1 m, a na klapę 1,4 m. Zasuwy wyposażone są w napęd mechaniczny z łańcuchami Galla, klapy mają dwa rodzaje napędów – klapy w przęsłach nr 2 i nr 3 o długości 19 m napędzane są łańcuchami Galla, natomiast w przęsłach nr 1, nr 4 i nr 5 o długości 22,5 m napędzane są siłownikami hydraulicznymi.

### Język rozdzielczy
Język rozdzielczy zlokalizowany jest pomiędzy jazem i śluzą żeglugową. Jego podstawowym zadaniem jest odcięcie wpływu wód powodziowych z koryta rzeki w stronę śluzy żeglugowej. Język rozdzielczy ma długość 1200 m i średnią szerokość 100 m.

### Elektrownia wodna „Wały”
Elektrownia wodna typu przepływowego wybudowana została wraz ze skrajnym od strony brzegu prawego przęsłem jazu, łącząc się z nim przez dylatowany filar rozdzielczy. Konstrukcja części podwodnej składa się z dwóch zdylatowanych bloków, wykonanych z dozbrajanego betonu. Część nadwodna posiada konstrukcje z ram żelbetowych wypełnionych cegłą. Halę maszyn elektrowni zbudowano prostopadle do koryta rzeki, wzdłuż podłużnej osi budynku. Posadzkę hali umieszczono na takiej wysokości, że znajduje się powyżej poziomu wody podczas przejścia wielkich wód powodziowych. W hali zainstalowano cztery turbozespoły Kaplana w układzie pionowym o średnicy wirnika 4,5 m.
Podstawowe parametry elektrowni:
- moc instalowana – 4 × 2,43 MW = 9,72 MW
- przełyk instalowany – 4 × 60 m³/s = 240 m³/s
- najniższa rzędna posadowienia – 94 m NN

Na zewnętrznej części budynku elektrowni, kanały odpływowe rozdzielono filarami betonowymi. W głowicach, których znajdują się wnęki na zamknięcia od strony wody dolnej. 
Zamknięcia te kładzione są z wykorzystaniem suwnicy bramowej. Od strony wody górnej na wlotach do poszczególnych komór turbinowych umieszczone są zamknięcia zasuwowe uruchamiane za pomocą suwnicy bramowej, przed zamknięciem na wlotach umieszcza się kratę średnią. 

### Przepławka dla ryb
Przepławka dla ryb usytuowana została na prawym brzegu rzeki przy prawym przyczółku elektrowni wodnej. Konstrukcja przepławki typu komorowego odkryta, trzyrzędowa. Przepławka przy przejściu wielkich wód powodziowych jest zwykle zamykana na wlotach zastawkami drewnianymi.

### Śluza żeglugowa z awanportami górnym i dolnym
Śluza pociągowa spełnia do dziś warunki techniczne żeglugi na Odrze, gdzie aktualnie eksploatowane są następujące jednostki: zestaw pchany "Tur" o wymiarach 91 × 8,7 × 1,6 m, zestaw pchany „Bizon” o wymiarach 112 × 9 × 1,6 m i barki motorowe BM – 500 o wymiarach 57 × 7,6 × 1,7 m.
Śluza żeglugowa zlokalizowana jest na sztucznie przekopanym kanale prowadzonym równolegle do koryta rzeki w km 0,77 kanału żeglugowego od strony brzegu lewego rzeki, w odległości około 130 m od lewego przyczółka jazu. Śluza jednokomorowa o długości użytkowej 224,9 m i szerokości w świetle 12 m. Ściany boczne komory wykonane są jako wolnostojące mury oporowe o całkowitej wysokości 12,9 m, z betonowymi rozporami w poziomie dna. Ściany komory śluzy składają się z 13 zdylatowanych sekcji o długości 16,90 m każda. Dno śluzy stanowi płyta betonowa z otworami drenażowymi. Zamknięcia komory śluzy stanowią stalowe wrota wsporne dwuskrzydłowe o wysokości 7,1 i 10 m, oparte na żelbetowej konstrukcji głowy dolnej i górnej. Jako zamknięcia remontowe służą belki szandorowe kładzione we wnękach odpowiednio na głowie górnej i dolnej.
Napełnianie i opróżnianie śluzy odbywa się za pomocą krótkich kanałów obiegowych zamykanych stalowymi zasuwami rolkowo-klinowymi o napędzie elektrycznym lub awaryjnie ręcznym.
Poniżej progu dolnego śluzy nastąpiła erozja dna co spowodowało, że nad progiem są niskie stany wody praktycznie uniemożliwiające regularną żeglugę. Aby umożliwić przejście przez śluzę zarządca drogi wodnej interwencyjnie spuszcza wodę ze zbiorników retencyjnych, podnosząc chwilowo poziom wody.
Podstawowe parametry śluzy:
- długość użytkowa – 224,9 m
- długość komory – 219,7 m
- szerokość użytkowa – 12 m
- wysokość ścian komory – 10,5 m
- głębokość na progu górnym przy NPP – 5,7 m
- czas napełniania śluzy – 12 minut
- zużycie wody na jedno śluzowanie – 15,6 tys. m³

Awanporty górny i dolny stanowią część kanału żeglugowego, którego wlot zaczyna się w km 280,85, a wylot w km 282,65 biegu rzeki Odry.